# Роберта Винчи
Роберта Винчи (на италиански: Roberta Vinci) е професионална тенисистка от Италия. В професионалната си кариера Винчи има няколко титли от състезания, провеждащи се под егидата на WTA. Италианската тенисистка печели шест титли самостоятелно и девет на двойки. Най-доброто си класиране в Световната ранглиста на женския тенис, Роберта Винчи постига през 2011 г., когато достига до 23-та позиция.

## Кариера
Първата си титла Роберта Винчи завоюва срещу друга италианка – Татяна Гарбин на турнира в Богота през 2007 г. След оспорван мач срещу руската представителка Мария Кириленко на турнира в Барселона през 2009 г. получава второто си голямо отличие в женския тенис.
Роберта Винчи има основна заслуга за победата на италианския национален отбор в надпреварата за „Фед Къп“ през 2006 г. Тогава заедно със сънародничките си – Флавия Пенета, Франческа Скиавоне и Мара Сантанджело побеждават силния съперник от Белгия. През 2009 г. отново печелят титлата във „Фед Къп“, този път отстранявайки във финалните серии отбора на САЩ.
През април 2010 г., заедно със своята сънародничка Сара Ерани побеждават във финалния мач на турнира „Андалусия Тенис Експириънс“ рускинята Мария Кондратиева и представителката на Казахстан Ярослава Шведова с резултат 6:2, 6:2. По този начин тя печели своята четвърта титла на двойки. В средата на месеца печели петата си титла на двойки, отново партнирайки си със Сара Ерани. Италианският тенис-дует печели турнира „Барселона Лейдис Оупън“, налагайки се във финалния мач над друга италианка Татяна Гарбин и младата швейцарска тенисистка Тимеа Бачински. На 24 октомври 2010 г. Роберта Винчи печели шампионската титла на сингъл от турнира в Люксембург. Във финалната среща, тя елиминира представителката на Германия Юлия Гьоргес с резултат 6:3, 6:4.
В началото на 2011 г. Роберта Винчи печели шампионската титла на двойки от турнира в австралийския град Хобарт. Във финалната среща, със Сара Ерани елиминират Катерина Бондаренко и Лига Декмейере с резултат 6:3, 7:5. На 30 април 2011 г. печели шампионската титла на сингъл от турнира „Барселона Лейдис Оупън“. Във финала, тя надделява над чешката тенисистка Луцие Храдецка с резултат 4:6, 6:2, 6:2. На 18 юни 2011 г. Винчи е шампионка от турнира в холандския град Хертогенбош, като сломява съпротивата на състезаващата се за Австралия сръбкиня Йелена Докич с резултат 6:7, 6:3, 7:5. На 10 юли 2011 г. в унгарската столица Будапеща надиграва своята румънска опонентка Ирина Камелия Бегу с резултат 6:4, 1:6, 6:4.
На 4 март 2012 г. Роберта Винчи печели шампионската титла на двойки от турнира в мексиканския град Акапулко. Във финалната среща, със своята сънародница Сара Ерани, сломяват съпротивата на испанските тенисистки Лурдес Домингес Лино и Аранча Пара Сантонха с резултат 6:2, 6:1. На 26 август 2012 е шампионка на сингъл от турнира в американския град Далас. Във финала побеждава сръбската тенисистка Йелена Янкович с резултат 7:5, 6:3.
На 14 април 2013 г., Роберта Винчи печели своята осма шампионска титла на сингъл от турнир, провеждащ се под егидата на Женската тенис-асоциация (WTA). Това се случва по време на турнира в полския град Катовице, където във финалната среща, италианската тенисистка побеждава своята чешка опонентка Петра Квитова с резултат 7:6 и 6:1. На 14 юли 2013 г., Роберта Винчи печели своята девета купа от турнир, провеждащ се под егидата на Женската тенис-асоциация (WTA). Във финалния двубой на турнира в Палермо, тя побеждава своята сънародничка Сара Ерани с резултат 6:3,3:6 и 6:3.

## Финали на турнирите от WTA Тур

### Титли на сингъл (8)
| До 2009                  | От 2009                |
| ------------------------ | ---------------------- |
| Голям шлем (0)           |                        |
| Шампионат на WTA Тур (0) |                        |
| I категория (0)          | Задължителни висши (0) |
| II категория (0)         | Висши 5 (0)            |
| III категория (1)        | Висши (0)              |
| IV и V категория (0)     | Международни (7)       |

| финал № | дата             | турнир                         | място       | настилка | съперничка на финала | резултат                     |
| 1.      | 25 февруари 2007 | Копа Колсанитас                | Богота      | клей     | Татяна Гарбин        | 6 – 7(5), 6 – 4, 0 – 3, отк. |
| 2.      | 19 април 2009    | Барселона Лейдис Оупън         | Барселона   | клей     | Мария Кириленко      | 6 – 0, 6 – 4                 |
| 3.      | 24 октомври 2010 | Люксембург Оупън               | Люксембург  | твърда   | Юлия Гьоргес         | 6 – 3, 6 – 4                 |
| 4.      | 30 април 2011    | Барселона Лейдис Оупън         | Барселона   | клей     | Луцие Храдецка       | 4 – 6, 6 – 2, 6 – 4          |
| 5.      | 18 юни 2011      | УНИЦЕФ Оупън                   | Хертогенбос | трева    | Йелена Докич         | 6 – 7(7), 6 – 3, 7 – 5       |
| 6.      | 10 юли 2011      | Гран при на Будапеща           | Будапеща    | клей     | Ирина-Камелия Бегу   | 6 – 4, 1 – 6, 6 – 4          |
| 7.      | 26 август 2012   | Тексас Тенис Оупън             | Далас       | твърда   | Йелена Янкович       | 7 – 5, 6 – 3                 |
| 8.      | 14 април 2013    | Бе Ен Пе Париба Катовице Оупън | Катовице    | клей     | Петра Квитова        | 7 – 6(2), 6 – 1              |

### Загубени финали на сингъл (1)
| До 2009                  | От 2009                |
| ------------------------ | ---------------------- |
| Голям шлем (0)           |                        |
| Шампионат на WTA Тур (0) |                        |
| I категория (0)          | Задължителни висши (0) |
| II категория (0)         | Висши 5 (0)            |
| III категория (0)        | Висши (0)              |
| IV и V категория (0)     | Международни (1)       |

| финал № | дата          | турнир                 | място     | настилка | съперничка на финала | резултат     |
| 1.      | 17 април 2010 | Барселона Лейдис Оупън | Барселона | клей     | Франческа Скиавоне   | 1 – 6, 1 – 6 |